# Salviatino

L'ingresso di villa Montalto al Salviatino ove Gentile fu assassinato il 15 aprile 1944

Il Salviatino è una zona residenziale del quartiere 2 di Firenze (Campo di Marte) che occupa la prima collina di Fiesole.
Prende il nome dalla famiglia fiorentina Salviati, che qui possedevano la Villa Il Salviatino, dove nel Novecento visse Ugo Ojetti. Il diminutivo deriva dal fatto che poco distante, lungo la via Bolognese, la famiglia aveva una villa principale più grande, la "villa Salviati" vera e propria.
Il quartiere del Salviatino cominciò ad essere abitato agli inizi del Novecento quando la borghesia fiorentina e i residenti stranieri decisero di edificarvi villini monofamiliari, spesso in stile nordeuropeo. Il quartiere, per i villini e i giardini ben curati, conserva ancora un certo stile inglese; dal largo del Salviatino ha inizio il percorso coperto dell'Affrico.
Qui Giovanni Gentile il 15 aprile 1944 fu assassinato da Bruno Fanciullacci e Antonio Ignesti innanzi al cancello della villa di Montalto, dove il filosofo aveva un alloggio messo a sua disposizione dal bibliofilo Tammaro De Marinis. La villa oggi è un importante centro congressi. A pochi metri si trova l'ostello per la gioventù di villa Camerata, un'antica villa del XVI secolo circondata da un parco di alberi d'alto fusto.

## Infrastrutture e trasporti
Fino al 1962 vi giungeva la linea 21 facente parte della Rete filoviaria di Firenze, al 2024 è capolinea della linea 11 del servizio di autobus urbani.